# کورولیوو (اوفا، باشقیرستان)
کورولیوو (انگلیسی: Korolyovo, Ufa, Republic of Bashkortostan) یک شهرک در منطقه شهری اوفای جمهوری باشقیرستان در کشور روسیه است.